# Gonocarpus nodulosus
Gonocarpus nodulosus är en slingeväxtart som beskrevs av Christian Gottfried Daniel Nees von Esenbeck. Gonocarpus nodulosus ingår i släktet Gonocarpus och familjen slingeväxter. Inga underarter finns listade i Catalogue of Life.